# Intinktion
|  | Dieser Artikel wurde aufgrund von akuten inhaltlichen oder formalen Mängeln auf der Qualitätssicherungsseite des Portals Christentum eingetragen. Bitte hilf mit, die Mängel dieses Artikels zu beseitigen, und beteilige dich bitte an der Diskussion. |

Intinktion (lateinisch intinctio, von intingere, „eintauchen“) bezeichnet eine besondere Form der Kommunion unter beiderlei Gestalt, die durch Eintauchen des eucharistischen Brotes in den konsekrierten Wein vollzogen wird.

## Traditionen
Eine Sonderform der Intinctio stellen der byzantinische Ritus der orthodoxen Kirchen und die Liturgie der Altorientalischen Kirchen dar, wo es üblich ist, Brot und Wein vor der Kommunionausteilung in einem Kelch zu einer Art Brei zu vermischen. Die Kommunion wird danach mit Hilfe eines Löffels ausgeteilt.
Die Intinktion durch den Priester ist in der römisch-katholischen Kirche eine Alternative zur Kelchkommunion. Dadurch wird die Kommunionspendung durch Intinktion notwendigerweise mit der Form der Mundkommunion verbunden. In der Tradition der Westkirche war die Intinktion seit dem Mittelalter vor allem bei der Krankenkommunion üblich.  
Bei den Maroniten stellt die Intinctio die Normalform der Kommunion dar.
In der Utrechter Union der Altkatholischen Kirchen ist die Intinktion ebenfalls verbreitet. Die Alt-Katholische Kirche in Deutschland hat diese Form der Kommunionspendung durch das Altarbuch von 1959 offiziell für alle Pfarrgemeinden zugelassen, bis zur Promulgation dieses Messbuches wurde – ausgenommen die Flüchtlingsgemeinden – nur die Hostie alleine gespendet. Einige Jahre vorher hatte bereits die Altkatholische Kirche Österreichs die Intinktion in ihrem Diözesangebiet als Standardform der Kommunion genehmigt.
In den Kirchen der Reformation kann das Blut Christi ebenfalls durch Intinctio empfangen werden. Sie soll jedoch die Ausnahme sein.